# إيفا أرياس
إيفا أرياس (بالإسبانية: Eva Arias)‏ هي منافسة ألعاب القوى إسبانية، ولدت في 8 أكتوبر 1980.

## وصلات خارجية
- إيفا أرياس على موقع الاتحاد الدولي لألعاب القوى (الإنجليزية)